# Hemet
Hemet város az USA Kalifornia államában, Riverside megyében. Lakosainak száma 89 833 fő (2020. április 1.).

## Népesség
A település népességének változása:

| 2010 | 78 657 |
| 2020 | 89 833 |